# Nicoline Rosenkrantz
Nicoline Rosenkrantz, gift Nicoline Danneskiold-Samsøe (6. januar 1721 på Skovsbo – 7. februar 1771 i København) var en dansk adelsdame. Hun var datter af gehejmeråd, amtmand i Nyborg Christian Rosenkrantz til Skovsbo og Frederikke Louise f. Krag. Nicoline Rosenkrantz blev indskrevet i det adelige jomfrukloster Vallø Stift ved dets indvielse 14. maj 1738. 
29. juli 1749 blev hun på Skovsbo gift med gehejmekonferrensråden greve Frederik Christian Danneskiold-Samsøe (1722-1778) til grevskaberne Samsøe, Løvenholm m.m. Parret fik 1756 tildelt ordenen l'union parfaite.